# لينكولن كلارك
لينكولن كلارك (بالإنجليزية: Lincoln Clark)‏ هو قاضي ومحامي وسياسي أمريكي، ولد في 9 أغسطس 1800 في كونواي في الولايات المتحدة، وتوفي بنفس المكان في 16 سبتمبر 1886. نشط حزبياً في الحزب الديمقراطي. وقد انتخب عضو مجلس نواب ألاباما وانتخب عضو مجلس نواب ولاية ايوا وانتخب عضو مجلس النواب الأمريكي.